# 楊奎 (弘治進士)
楊奎（1464年—？），字天章，直隸真定府冀州武邑縣人，民籍，明朝政治人物。

## 生平
成化十九年（1483年）癸卯科順天府鄉試第一百三十一名舉人。弘治六年（1493年）中式癸丑科會試第二百五十五名，三甲第一百二十七名進士。弘治十七年（1504年）任河南杞縣知縣。正德元年（1506年）任德安府同知。

## 家族
曾祖楊讓；祖父楊茂；父楊昭，聽選官。前母曹氏；王氏。具庆下。